# Голбол

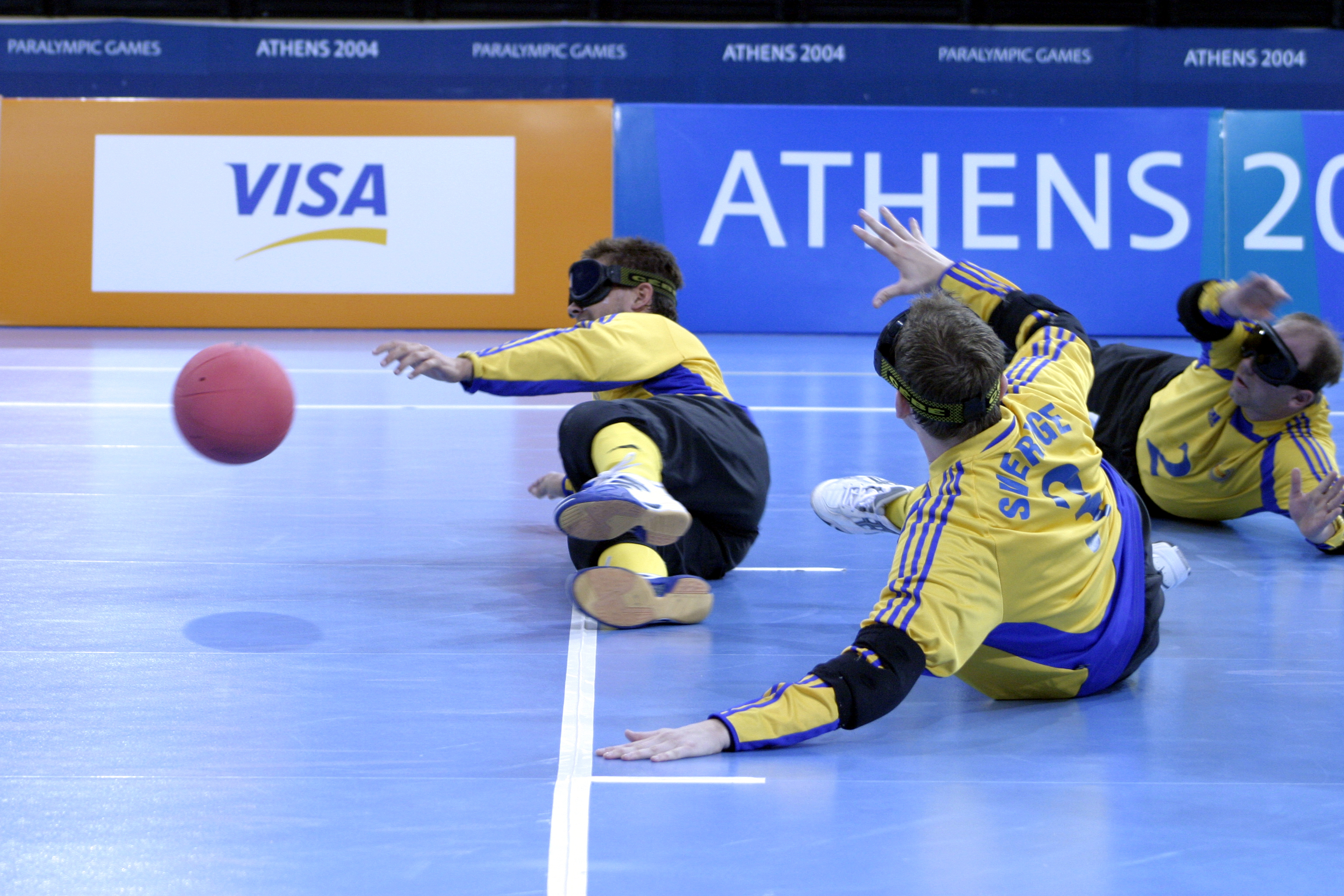
Игра в голбол

Голбо́л (англ. goalball) — спортивная игра, в которой команда из трёх человек должна забросить мяч со встроенным колокольчиком в ворота соперника. Голбол был создан в 1946 году с целью помочь реабилитации ветеранов Второй мировой войны — инвалидов по зрению. Входит в программу Паралимпийских игр.

## История
Голбол придумали в 1946 году для реабилитации ветеранов Второй мировой войны австриец Ганс Лоренцен и немец Зепп Райндле. В 1976 году в Торонто состоялся паралимпийский дебют (в официальной программе голбол появился в 1980 году), а в 1978 году в Австрии был проведен первый чемпионат мира. Первыми участниками Паралимпиады от России стали голболисты в 1992 году.

## Правила
Принимают участие две команды по три игрока. Каждая команда может иметь до трёх запасных игроков. Игра происходит в спортивном зале, на полу которого нанесена разметка в виде прямоугольной площадки, разделённой на две половины центральной линией. В обоих концах площадки находятся ворота. Игра осуществляется озвученным мячом (внутри находится колокольчик). Цель игры — закатить мяч за линию ворот защищающейся команды, в то время как она пытается помешать. Все игроки надевают светонепроницаемые очки и играют на слух.